# Брендон Семенюк
Брендон Семенюк (англ. Brandon Semenuk; 2 лютого 1991) — канадський фрірайд маунтінбайкер українського походження з міста Вістлер (Британська Колумбія). 3-разовий переможець Світового туру FMB. Срібний призер Всесвітніх екстремальних ігор 2013 року в Мюнхені в дисципліні слоупстайлу. Переможець Red Bull Rampage 2008, 2016, 2019 і 2024 років і 4-разовий переможець Red Bull Joyride.

## Дитинство і початок кар'єри
Семенюк виріс у місті Вістлер (Британська Колумбія), де й почав займатися велосипедним крос-кантрі, у 9 років вперше взявши участь у BC Cup. Також на початку кар'єри змагався в байкер-кроссі.

## Кар'єра
Виграв срібну медаль у Слоупстайлі на Всесвітніх екстремальних іграх 2013 року. Здобув перемогу на змаганнях Red Bull Joyride у 2011, 2013, 2014 і 2015 роках. З'явився у фільмі 2015 року про маунтінбайкерів під назвою unReal, у знятому одним кадром фрагменті, який став вірусним в інтернеті.

## Спонсори
Брендон Семенюк станом на 2017 рік входить до складу маунтінбайкової команди «Trek Freeride». Також його спонсорами є «Troy Lee Designs», «Red Bull», «SRAM», «RockShox», «Avid», «Truvativ», «Smith», «Maxxis», «Chromag», «MyPakage», «Etnies», «Dissent» та «Evolution Whistle».